# بيفيرلي دان
بيفيرلي دان (بالإنجليزية: Beverley Dunn)‏ هي مصممة إنتاجية أسترالية، ولدت في القرن العشرين.

## وصلات خارجية
- بيفيرلي دان على موقع IMDb (الإنجليزية)
- بيفيرلي دان على موقع قاعدة بيانات الفيلم (الإنجليزية)